# 210 Carinae
210 Carinae (t¹ Carinae) é uma estrela na direção da Carina. Possui uma ascensão reta de 10h 36m 20.56s e uma declinação de −59° 33′ 51.5″. Sua magnitude aparente é igual a 5.08. Considerando sua distância de 269 anos-luz em relação à Terra, sua magnitude absoluta é igual a 0.50. Pertence à classe espectral K1III.